# Вейс'ярв
Ве́йс'ярв, або Ве́йсеярв, (ест. Veisjärv, Veisejärv) — природне озеро в Естонії, у волостях Карксі та Тарвасту повіту Вільяндімаа.

## Розташування
Вейс'ярв належить до Виртс'ярвського суббасейну Східноестонського басейну.
Озеро лежить у межах адміністративних територій сіл Мяекюла, Каннукюла та Вейс'ярве на висоті 95 м над рівнем моря..
Акваторія водойми входить до складу природного заповідника Рубіна (Rubina looduskaitseala). На озері зберігається місце проживання в'юна звичайного.

## Опис
Вейс'ярв — озеро з помірно твердою стратифікованою водою (тип 2 згідно з ВРД). За лімнологічною типологією, прийнятою в Естонії, озеро міксотрофне з твердою водою.
Загальна площа озера становить 481,1 га (8-е місце серед найбільших озер в Естонії). Довжина водойми — 3 450 м, ширина — 1 760 м. Найбільша глибина озера — 4 м, середня глибина — 1,3 м. Довжина берегової лінії — 9 048 м. Площа водозбору — 26,1 км². Обмін води відбувається 1 раз на рік.
У Вейс'ярв із півночі вливається канал Йиксі (Jõksi kraav). Із південного краю озера витікає річка Игне (Õhne jõgi), яка потім впадає в озеро Виртс'ярв.
В озері водяться плітка, щука, судак, краснопірка, лящ, окунь і вугор.